# Pianosa
Pianosa er en italiensk ø ud for Toscanas kyst. Den har et areal på ca. 10 km², og er i modsætning til de øvrige toscanske øer ikke en bjergø, idet det højeste punkt kun er ca. 29 m.o.h.
Øen blev allerede i romersk tid brugt til deportation af styrets politiske modstandere, bl.a. var en nevø af kejser Augustus forvist til Pianosa i år 6 til 14. Fra romersk tid findes rester af en villa og af katakomber. Øen har gennem århundreder skiftevis været forladt og beboet. Fra 1855 blev der anlagt en straffekoloni på øen, og siden da har øen været anvendt som fængsel for særligt farlige fanger. Efter 2. verdenskrig har der især været tale om medlemmer af mafiaen.
I 1998 blev fængslet imidlertid lukket, og siden da har øen ikke haft permanente beboere. Det er muligt at besøge øen med en færge fra Elba. Under besøget kan man få et indtryk af fængselsbygninger opført gennem en periode på ca. 150 år. Der er ikke for besøgende overnatningsmulighed på øen, og det er påbudt at returnere med den samme færge, som man er ankommet med.
Øen er den fiktive base for den ligeså fiktive amerikanske 256th US Army Air Squadron bombeeskadrille i romanen Punkt 22 af Joseph Heller.